# Acacia howittii
Acacia howittii é uma espécie de leguminosa do gênero Acacia, pertencente à família Fabaceae.